# Сорока, Евдоким Дмитриевич
Евдоким Дмитриевич Сорока (1900, село Гришино, теперь Покровского района Донецкой области — 1969, город Донецк) — украинский советский деятель, председатель Сталинского областного совета профессиональных союзов.

## Биография
Родился в семье рабочего-железнодорожника. Трудовую деятельность начал в 1914 году саночником Западно-Донецкого рудника (на территории современного Покровского района Донецкой области).
В мае — сентябре 1919 года — в Красной Армии, участник Гражданской войны в России.
Затем работал электромонтером, помощником начальника районного отделения милиции в Донецкой области.
В 1928—1937 годах — на профсоюзной работе в Донецкой области.
Член ВКП (б) с 1929 года.
С 1937 года находился на ответственной партийной работе.
В 1938—1941 годах — 1-й секретарь Красноармейского районного комитета КП(б)У Сталинской области.
В июле 1942—1943 года — в Красной Армии, участник Великой Отечественной войны. Служил ответственным секретарем партийного бюро 2-го отдельного стрелкового батальона 129-й отдельной стрелковой бригады 40-й армии Воронежского фронта. В конце января 1943 потерпел тяжелого пулевого ранения, был демобилизован из армии.
С 1943 по 1948 год — 1-й секретарь Красноармейского районного комитета КП(б)У Сталинской области.
В октябре 1948 — марте 1958 года — председатель Сталинского областного совета профессиональных союзов.
С 1958 года — персональный пенсионер республиканского значения.
Умер в середине июля 1969 года в городе Донецке.

## Звания
- политрук
- старший лейтенант

## Награды
- два ордена Ленина (23.01.1948,)
- два ордена Красной Звезды (, 6.11.1947)
- орден Отечественной войны 1-й степени (1.02.1945)
- шесть медалей